# Le Sieur Danoville
Le Sieur Danoville (wirkte Ende des 17. Jahrhunderts) war ein französischer Gambist und Instrumentallehrer.
Le Sieur Danoville bezeichnete sich selbst als Schüler des Monsieur de Sainte-Colombe. Im Jahr 1687 veröffentlichte er das Lehrbuch L’Art de toucher le dessus et le basse de violle für das Spiel auf der Viola da gamba. Dies knappe Werk von nur 47 Seiten war für das Selbststudium gedacht. Es umfasst vier Teile, in denen die Haltung der Gambe, die Notation und das Griffbrett in Notenschrift und Tabulatur, die Verzierungen und schließlich die Bogenführung erklärt werden. Anders als Jean Rousseaus Traité de la viole, die im selben Jahr erschien und außerordentliche Beliebtheit errang, umfasste Danovilles Lehrbuch keine historischen, spielästhetischen und instrumentenkundlichen Kapitel, sondern beschränkte sich auf die technischen Anweisungen. Danoville ist der erste Autor, der auf die diatonische Griffweise der Diskantinstrumente hinwies, die wegen ihrer kleinen Bauweise für das chromatische Spiel nicht geeignet waren.

## Werkausgabe
- L’Art de toucher le Dessus et Basse de Violle avec des Principes, des Regles & Observations si intelligibles, qu’on peut acquerir la perfection de cette belle Science en peu de temps, & mesme sans le secours d’aucun Maistre. Paris 1687. Faksimile-Nachdruck hrsg. von Minkoff, Genf 1972

| Personendaten    | Personendaten         |
| ---------------- | --------------------- |
| NAME             | Danoville, Le Sieur   |
| KURZBESCHREIBUNG | französischer Gambist |
| GEBURTSDATUM     | 17. Jahrhundert       |
| STERBEDATUM      | 18. Jahrhundert       |